# Crusea diversifolia
Crusea diversifolia là một loài thực vật có hoa trong họ Thiến thảo. Loài này được (Kunth) W.R.Anderson mô tả khoa học đầu tiên năm 1972.